# Аероакустика
Аероакустика є підрозділом акустики, який вивчає генерацію шуму внаслідок турбулентного руху рідини або аеродинамічних сил, що взаємодіють з поверхнями. Генерація шуму також може бути пов'язана з періодично змінними потоками. Яскравим прикладом цього явища є Еолові тони, що створюються вітром при обдуванні зафіксованих об'єктів.
Повної наукової теорії генерації шуму аеродинамічних потоків не було описано, найбільш практичний аероакустичний аналіз ґрунтується на так званій аероакустичній аналогії, яку запропонував сер Джеймс Лайтгілла в 1950-х роках при Університеті Манчестера, в якій рівняння руху рідини приводиться до форми, що нагадує хвильове рівняння "класичної" (тобто лінійної) акустики.

## Історія
Сучасна дисципліна аероакустики виникла з моменту першої публікації Лайтгілла на початку 1950-х років, коли генерацію шуму, пов'язаного з реактивним двигуном розкритикували науковці.

## Рівняння Лайтгілла
Лайтгілл подав рівняння Нав'є-Стокса у вигляді, який регулює потік стисненої в'язкої рідини, в неоднорідному хвильовому рівнянні, в результаті чого встановлюється зв'язок між механікою рідини та акустики. Це часто називається «аналогія Лайтгілла», тому що вона являє собою модель для акустичного поля, яка не базується, строго кажучи, на фізиці потоку індукованого / згенерованого шуму, а швидше на аналогії того, як вони можуть бути представлені через керівні рівняння стисливої рідини.
Перше рівняння інтересу є рівнянням збереження мас, воно виглядає так:
{\displaystyle {\frac {\partial \rho }{\partial t}}+\nabla \cdot \left(\rho \mathbf {v} \right)={\frac {D\rho }{Dt}}+\rho \nabla \cdot \mathbf {v} =0,}
де {\displaystyle \rho } і {\displaystyle \mathbf {v} } представляють щільність і швидкість руху рідини, які залежать від простору і часу, а {\displaystyle D/Dt} є похідною Лагранжа.
Далі йде рівняння збереження імпульсу, яке має вигляд
{\displaystyle {\rho }{\frac {\partial \mathbf {v} }{\partial t}}+{\rho (\mathbf {v} \cdot \nabla )\mathbf {v} }=-\nabla p+\nabla \cdot \sigma ,}
де {\displaystyle p} — термодинамічний тиск, а {\displaystyle \sigma } є в'язкою частиною тензора напружень з рівнянь Нав'є–Стокса.
Тепер, помноживши рівняння збереження маси на {\displaystyle \mathbf {v} } і додавши його до рівняння збереження імпульсу отримуємо
{\displaystyle {\frac {\partial }{\partial t}}\left(\rho \mathbf {v} \right)+\nabla \cdot (\rho \mathbf {v} \otimes \mathbf {v} )=-\nabla p+\nabla \cdot \sigma .}
Зверніть увагу, що {\displaystyle \mathbf {v} \otimes \mathbf {v} } — це тензор(див. тензорний добуток). Диференціюючи рівняння збереження маси з урахуванням часу, взявши дивергенцію від рівняння збереження імпульсу і віднімання останнього від початкового, отримуємо
{\displaystyle {\frac {\partial ^{2}\rho }{\partial t^{2}}}-\nabla ^{2}p+\nabla \cdot \nabla \cdot \sigma =\nabla \cdot \nabla \cdot (\rho \mathbf {v} \otimes \mathbf {v} ).}
Віднімаючи {\displaystyle c_{0}^{2}\nabla ^{2}\rho }, де {\displaystyle c_{0}} — це швидкість звуку в середовищі у стані рівноваги, від лівої та правої сторін останнього рівняння і подавши результат у вигляді
{\displaystyle {\frac {\partial ^{2}\rho }{\partial t^{2}}}-c_{0}^{2}\nabla ^{2}\rho =\nabla \cdot \left[\nabla \cdot (\rho \mathbf {v} \otimes \mathbf {v} )-\nabla \cdot \sigma +\nabla p-c_{0}^{2}\nabla \rho \right],}
що еквівалентно
{\displaystyle {\frac {\partial ^{2}\rho }{\partial t^{2}}}-c_{0}^{2}\nabla ^{2}\rho =(\nabla \otimes \nabla ):\left[\rho \mathbf {v} \otimes \mathbf {v} -\sigma +(p-c_{0}^{2}\rho )\mathbb {I} \right],}
де {\displaystyle \mathbb {I} } — це одинична матриця тензора, а {\displaystyle :} позначає (подвійний) оператор звуження тензора.
Вищенаведене рівняння є знаменитим рівнянням Лайтгілла в аероакустиці. Це хвильове рівняння з визначенням джерела на правій стороні, тобто неоднорідного хвильового рівняння. Аргумент "подвійної дивергенції оператора" в правій частині останнього рівняння, тобто {\displaystyle \rho \mathbf {v} \otimes \mathbf {v} -\sigma +(p-c_{0}^{2}\rho )\mathbb {I} } — це так звана турбулентність тензора напружень Лайтгілла для акустичного поля, і вона зазвичай позначається {\displaystyle T}.
Використовуючи нотації Ейнштейна, рівняння Лайтгілла може бути записано як
{\displaystyle {\frac {\partial ^{2}\rho }{\partial t^{2}}}-c_{0}^{2}\nabla ^{2}\rho ={\frac {\partial ^{2}T_{ij}}{\partial x_{i}\partial x_{j}}},\quad (*)}
де
{\displaystyle T_{ij}=\rho v_{i}v_{j}-\sigma _{ij}+(p-c_{0}^{2}\rho )\delta _{ij},}
і {\displaystyle \delta _{ij}} — це дельта Кронекера. Кожна умова акустичного джерела, тобто умова{\displaystyle T_{ij}}, може грати істотну роль в генерації шуму залежно від розглянутих умов потоку. {\displaystyle \rho v_{i}v_{j}} описує нестаціонарну конвекцію потоку (або стрес Рейнольдса), {\displaystyle \sigma _{ij}} описує звук, що генерується ножицями, {\displaystyle (p-c_{0}^{2}\rho )\delta _{ij}} описує нелінійні акустичні процеси покоління.
На практиці, це зазвичай нехтують ефектами в'язкості рідини, тобто один приймає {\displaystyle \sigma =0} тому що загальновизнано, що вплив останніх на рівень шуму, в більшості випадків на порядок менший, ніж тих, що отримуються за інших умов. Лайтхгіл забезпечує поглиблене обговорення цього питання.
У аероакустичних дослідженнях, як теоретичні, так і розрахункові зусилля спрямовані на те, щоб вивести твердження щодо механізму аеродинамічної генерації шуму.
Важливо розуміти, що  рівняння Лайтгілла є точним у тому сенсі, що ніяких наближень будь-якого роду не було зроблено при його виведенні.